# American LaFrance Type 20
American LaFrance est un constructeur automobile  États-Unis.

## Production
L’entreprise basée à Elmira (New York) a commencé à produire des automobiles en 1907. Le nom de la marque était American LaFrance. 
L’américain LaFrance produisait et vendait une gamme complète de véhicules d’incendie et de sauvetage. Il s’agissait notamment de châssis, de véhicules de lutte contre les incendies de chars et de véhicules à échelle tournante pour les pompiers ainsi que pour les camions-citernes.
Les premiers camions de pompiers motorisés jusqu’en 1910 étaient équipés d’un moteur quatre cylindres de la Simplex Automobile Company. 
À partir de 1910/1911, l’entreprise passe à ses propres moteurs. Il s’agissait de moteurs à quatre et six cylindres. Des camions normaux ont été construits entre 1913 et 1929, par exemple le LaFrance Type 31 américain.
Le American LaFrance Type 20 a été introduit en 1914. Le prix de vente était de 4500 dollars. Le moteur six cylindres avait 6796 cm³ avec un alésage de 101,6 mm et une course de 139,7 mm. La puissance selon les normes américaines était de 38,4 HP. La puissance était transmise à l’essieu avant par l’intermédiaire de deux chaînes. Le frein a agi sur les roues arrière. Le conducteur était assis et dirigeait le véhicule du côté droit du véhicule.